# Syntrichia
Genre
Syntrichia est un genre de bryophytes de la famille des Pottiaceae.

## Liste d'espèces
Selon BioLib (14 avril 2019) :
- Syntrichia calcicola J.J. Amann
- Syntrichia caninervis Mitt.
- Syntrichia fragilis (Taylor) Ochyra
- Syntrichia handelii (Schiffn.) S. Agnew & Vondr.
- Syntrichia inermis (Brid.) Bruch
- Syntrichia laevipila Brid.
- Syntrichia latifolia (Bruch ex Hartm.) Huebener
- Syntrichia montana Nees
- Syntrichia norvegica F. Weber
- Syntrichia papillosa (Wilson) Jur.
- Syntrichia ruraliformis (Besch.) Cardot
- Syntrichia ruralis (Hedw.) F. Weber & D. Mohr
- Syntrichia sinensis (Müll. Hal.) Ochyra
- Syntrichia virescens (De Not.) Ochyra

Selon Catalogue of Life (14 avril 2019) :
- Syntrichia aculeata Zander, 1993
- Syntrichia alpestris Zander, 1993
- Syntrichia ammonsiana Ochyra, 1992
- Syntrichia amphidiacea Zander, 1993
- Syntrichia amplexa Zander, 1993
- Syntrichia anderssonii Zander, 1993
- Syntrichia andicola Ochyra, 1992
- Syntrichia antarctica Zander, 1993
- Syntrichia austro-africana Zander, 1993
- Syntrichia baileyi Zander, 1993
- Syntrichia bartramii Zander, 1993
- Syntrichia bipedicellata Zander, 1993
- Syntrichia bogotensis Mitten ex Zander, 1993
- Syntrichia bolanderi Zander, 1993
- Syntrichia brachyclada Zander, 1993
- Syntrichia brandisii Zander, 1993
- Syntrichia brevisetacea Zander, 1993
- Syntrichia cainii Zander, 1993
- Syntrichia calcicola Amann, 1918
- Syntrichia campestris Zander, 1993
- Syntrichia caninervis Mitten, 1859
- Syntrichia cavallii Ochyra, 1992
- Syntrichia chisosa Zander, 1993
- Syntrichia ciliata Zander, 1993
- Syntrichia costesii Zander, 1993
- Syntrichia epilosa Zander, 1993
- Syntrichia filaris Zander, 1993
- Syntrichia flagellaris Zander, 1993
- Syntrichia fontana Zander, 1993
- Syntrichia fragilis Ochyra, 1992
- Syntrichia geheebiaeopsis Zander, 1993
- Syntrichia gemmascens Zander, 1993
- Syntrichia glabra Frahm & M. T. Gallego, 2001
- Syntrichia glacialis Zander, 1993
- Syntrichia gromschii Zander, 1993
- Syntrichia handelii S. Agnew & Vondr., 1975
- Syntrichia inermis Bruch in Hübener, 1833
- Syntrichia intermedia Bridel, 1826
- Syntrichia jaffuelii Zander, 1993
- Syntrichia lacerifolia Zander, 1993
- Syntrichia laevipila Bridel, 1819 (1818)
- Syntrichia latifolia Hübener, 1833
- Syntrichia leucostega Zander, 1993
- Syntrichia limensis Zander, 1993
- Syntrichia linguifolia Zander, 1993
- Syntrichia magellanica Zander, 1993
- Syntrichia magilliana L. E. Anderson, 1997
- Syntrichia minor M. T. Gallego & al., 2000
- Syntrichia mollis Zander, 1993
- Syntrichia norvegica Weber, 1804
- Syntrichia obtusissima Zander, 1993
- Syntrichia pagorum Amann, 1918
- Syntrichia papillosa Juratzka, 1882
- Syntrichia papillosissima Loeske, 1910
- Syntrichia percarnosa Zander, 1993
- Syntrichia phaea Zander, 1993
- Syntrichia princeps Mitten, 1859
- Syntrichia prostrata Zander, 1993
- Syntrichia pseudohandelii (J. Froehl.) S. Agnew & Vondr., 1975
- Syntrichia pseudorobusta Zander, 1993
- Syntrichia pygmaea Zander, 1993
- Syntrichia ramosissima Zander, 1993
- Syntrichia reflexa Zander, 1993
- Syntrichia rigescens Ochyra, 1992
- Syntrichia robusta Zander, 1993
- Syntrichia rubella Zander, 1993
- Syntrichia rubra Zander, 1993
- Syntrichia ruralis Weber & D. Mohr, 1803
- Syntrichia saxicola Zander, 1993
- Syntrichia scabrella Zander, 1993
- Syntrichia scabrinervis Zander, 1993
- Syntrichia schnyderi Zander, 1993
- Syntrichia serrata Zander, 1993
- Syntrichia serripungens Zander, 1993
- Syntrichia sinensis Ochyra, 1992
- Syntrichia socialis Zander, 1993
- Syntrichia subaristata Zander, 1993
- Syntrichia submontana Ochyra, 1992
- Syntrichia subpapillosa Matteri, 1994
- Syntrichia subpapillosissima M. T. Gallego & J. Guerra in M. T. Gallego & al., 2002
- Syntrichia virescens Ochyra, 1992
- Syntrichia viridula Zander, 1993

Selon NCBI (14 avril 2019) :
- Syntrichia ammonsiana (H.A.Crum & L.E.Anderson) Ochyra
- Syntrichia anderssonii (Angstr.) R.H.Zander, 1993
- Syntrichia bidentata (X.L.Bai) Ochyra
- Syntrichia bogotensis (Hampe) Mitt. ex R.H.Zander
- Syntrichia calcicola J.J.Amann, 1918
- Syntrichia caninervis Mitt.
- Syntrichia costesii (Ther.) R.H.Zander
- Syntrichia densa (Velen.) J.-P.Frahm
- Syntrichia filaris (Muell.Hal.) R.H.Zander
- Syntrichia fragilis (Taylor) Ochyra
- Syntrichia gemmascens (P.C.Chen) R.H.Zander
- Syntrichia intermedia Brid.
- Syntrichia kingii (H.Rob.) M. T.Gallego & M.J.Cano
- Syntrichia laevipila Brid.
- Syntrichia latifolia (Bruch ex Hartm.) Huebener
- Syntrichia leucostega Barbula leucostega Muell.Hal.
- Syntrichia montana Nees
- Syntrichia norvegica F.Weber
- Syntrichia pagorum (Milde) J.J. Amann
- Syntrichia papillosa (Wilson) Jur.
- Syntrichia papillosissima (Copp.) Loeske
- Syntrichia percarnosa (Muell.Hal.) R.H.Zander
- Syntrichia princeps (De Not.) Mitt.
- Syntrichia pseudorobusta (Dusen) R.H.Zander
- Syntrichia rigescens (Broth. & Geh.) Ochyra
- Syntrichia ruraliformis (Besch.) Cardot
- Syntrichia ruralis Barbula ruralis Hedw.
- Syntrichia sarconeurum Sarconeurum glaciale (Muell.Hal.) Cardot & Bryhn
- Syntrichia serrulata (Hook. & Grev.) M.J.Cano
- Syntrichia sinensis Barbula sinensis Muell.Hal.
- Syntrichia submontana (Broth.) Ochyra
- Syntrichia virescens (De Not.) Ochyra

Selon The Plant List (14 avril 2019) :
- Syntrichia abranchesii (Luisier) Ochyra
- Syntrichia aciphylla (Bruch & Schimp.) Jur.
- Syntrichia aculeata (Wilson) R.H. Zander
- Syntrichia agraria (Hedw.) F. Weber & D. Mohr
- Syntrichia alpestris (Dixon) R.H. Zander
- Syntrichia alpina Brid.
- Syntrichia ammonsiana (H.A. Crum & L.E. Anderson) Ochyra
- Syntrichia amphidiacea (Müll. Hal.) R.H. Zander
- Syntrichia anderssonii (Ångström) R.H. Zander
- Syntrichia andicola (Mont.) Ochyra
- Syntrichia angustifolia (Herzog) Cano
- Syntrichia antarctica (Hampe) R.H. Zander
- Syntrichia astoma (Schiffner) Podp.
- Syntrichia austro-africana (W.A. Kramer) R.H. Zander
- Syntrichia baileyi (Broth.) R.H. Zander
- Syntrichia bartramii (Steere) R.H. Zander
- Syntrichia berthoana (Thér.) M. T. Gallego & M.J. Cano
- Syntrichia bidentata (X.L. Bai) Ochyra
- Syntrichia bipedicellata (E. Britton) R.H. Zander
- Syntrichia bogotensis (Hampe) Mitt. ex R.H. Zander
- Syntrichia boliviana M. T. Gallego & M.J. Cano
- Syntrichia brachyclada (Cardot) R.H. Zander
- Syntrichia brandisii (Müll. Hal.) R.H. Zander
- Syntrichia breviseta (Mont.) Cano & M. T. Gallego
- Syntrichia brevisetacea (Hampe ex F. Muell.) R.H. Zander
- Syntrichia buchtienii (Herzog) Cano & M. T. Gallego
- Syntrichia cainii (H.A. Crum & L.E. Anderson) R.H. Zander
- Syntrichia calcicola J.J. Amann
- Syntrichia campestris (Dusén) R.H. Zander
- Syntrichia canescens (Mont.) Delogne
- Syntrichia caninervis Mitt.
- Syntrichia cavallii (G. Negri) Ochyra
- Syntrichia ciliata (Broth.) R.H. Zander
- Syntrichia conferta (E.B. Bartram) R.H. Zander
- Syntrichia costesii (Thér.) R.H. Zander
- Syntrichia crenulata (Warnst.) J.J. Amann
- Syntrichia cuneifolia (Dicks.) Delogne
- Syntrichia densa (Velen.) J.-P. Frahm
- Syntrichia desertorum (Broth.) J.J. Amann
- Syntrichia didymodontoides (Broth.) R.H. Zander
- Syntrichia epilosa (Broth. ex Dusén) R.H. Zander
- Syntrichia ericetorum (Dicks. ex With.) Brid.
- Syntrichia filaris (Müll. Hal.) R.H. Zander
- Syntrichia flagellaris (Schimp.) R.H. Zander
- Syntrichia fontana (Müll. Hal.) R.H. Zander
- Syntrichia fragilis (Taylor) Ochyra
- Syntrichia fuscoviridis (Cardot) R.H. Zander
- Syntrichia geheebiaeopsis (Müll. Hal.) R.H. Zander
- Syntrichia gemmascens (P.C. Chen) R.H. Zander
- Syntrichia glabra J.-P. Frahm & M. T. Gallego
- Syntrichia glacialis (Kunze ex Müll. Hal.) R.H. Zander
- Syntrichia gromschii (Thér.) R.H. Zander
- Syntrichia handelii (Schiffner) S. Agnew & Vondr.
- Syntrichia jaffuelii (Thér.) R.H. Zander
- Syntrichia lacerifolia (R.S. Williams) R.H. Zander
- Syntrichia laevipila Brid.
- Syntrichia latifolia (Bruch ex Hartm.) Huebener
- Syntrichia leucostega (Müll. Hal.) R.H. Zander
- Syntrichia leucostoma (R. Br.) Spreng.
- Syntrichia limensis (R.S. Williams) R.H. Zander
- Syntrichia linguifolia (Herzog) R.H. Zander
- Syntrichia lithophila (Dusén) Ochyra & R.H. Zander
- Syntrichia longimucronata (X.J. Li) R.H. Zander
- Syntrichia magellanica (Mont.) R.H. Zander
- Syntrichia magilliana L.E. Anderson
- Syntrichia minor (Bizot) M. T. Gallego, J. Guerra, M.J. Cano, Ros & Sanchez-Moya
- Syntrichia mollis (Bruch & Schimp. ex Müll. Hal.) R.H. Zander
- Syntrichia montana Nees
- Syntrichia muricata M. T. Gallego & Cano
- Syntrichia napoana (De Not.) Cano & M. T. Gallego
- Syntrichia norvegica F. Weber
- Syntrichia obtusissima (Müll. Hal.) R.H. Zander
- Syntrichia pagorum (Milde) J.J. Amann
- Syntrichia papillosa (Wilson) Jur.
- Syntrichia papillosissima (Copp.) Loeske
- Syntrichia percarnosa (Müll. Hal.) R.H. Zander
- Syntrichia phaea (Hook. f. & Wilson) R.H. Zander
- Syntrichia pichinchensis (Taylor) R.H. Zander
- Syntrichia polylepidis (Herzog) Cano & M. T. Gallego
- Syntrichia princeps (De Not.) Mitt.
- Syntrichia prostrata (Mont.) R.H. Zander
- Syntrichia pseudohandelii (J. Froehl.) S. Agnew & Vondr.
- Syntrichia pseudolatifolia (Cardot) M.J. Cano & M. T. Gallego
- Syntrichia pseudorobusta (Dusén) R.H. Zander
- Syntrichia pygmaea (Dusén) R.H. Zander
- Syntrichia ramosissima (Thér.) R.H. Zander
- Syntrichia reflexa R.H. Zander
- Syntrichia rigescens (Broth. & Geh.) Ochyra
- Syntrichia robusta (Hook. & Grev.) R.H. Zander
- Syntrichia rubella (Hook. & Wilson) R.H. Zander
- Syntrichia rubra (Mitt.) R.H. Zander
- Syntrichia rufa (Schimp. ex Besch.) O'Shea
- Syntrichia rupicola B.H. Allen
- Syntrichia ruralis (Hedw.) F. Weber & D. Mohr
- Syntrichia sarconeurum (Hook. f. & Wilson) Ochyra & R.H. Zander
- Syntrichia saxicola (Cardot) R.H. Zander
- Syntrichia scabrella (Dusén) R.H. Zander
- Syntrichia scabrinervis (Müll. Hal.) R.H. Zander
- Syntrichia schmidii (Müll. Hal.) Mitt.
- Syntrichia schnyderi (Müll. Hal.) R.H. Zander
- Syntrichia serrata (Dixon) R.H. Zander
- Syntrichia serripungens (Lorentz & Müll. Hal.) R.H. Zander
- Syntrichia serrulata (Hook. & Grev.) Cano
- Syntrichia sinensis (Müll. Hal.) Ochyra
- Syntrichia socialis (Dusén) R.H. Zander
- Syntrichia spuria J.J. Amann
- Syntrichia subaristata (Bruch & Schimp. ex Müll. Hal.) R.H. Zander
- Syntrichia submontana (Broth.) Ochyra
- Syntrichia subpapillosa (Cardot & Broth.) Matteri
- Syntrichia subpapillosissima (R.B. Pierrot ex W.A. Kramer) M. T. Gallego & J. Guerra
- Syntrichia sucrosa K. M. Kellman
- Syntrichia virescens (De Not.) Ochyra
- Syntrichia viridula (Müll. Hal.) R.H. Zander
- Syntrichia xerophila (Herzog) S.P. Churchill

Selon Tropicos (14 avril 2019) (Attention liste brute contenant possiblement des synonymes) :
- Syntrichia abranchesii (Luisier) Ochyra
- Syntrichia aciphylla (Bruch & Schimp.) Jur.
- Syntrichia aculeata (Wilson) R.H. Zander
- Syntrichia agraria (Hedw.) F. Weber & D. Mohr
- Syntrichia alpestris (Dixon) R.H. Zander
- Syntrichia alpina Brid.
- Syntrichia ammonsiana (H.A. Crum & L.E. Anderson) Ochyra
- Syntrichia amphidiacea (Müll. Hal.) R.H. Zander
- Syntrichia amplexa (Lesq.) R.H. Zander
- Syntrichia anderssonii (Ångstr.) R.H. Zander
- Syntrichia andicola (Mont.) Ochyra
- Syntrichia angustifolia (Herzog) M.J. Cano
- Syntrichia antarctica (Hampe) R.H. Zander
- Syntrichia astoma (Schiffn.) Podp.
- Syntrichia austroafricana (W.A. Kramer) R.H. Zander
- Syntrichia baileyi (Broth.) R.H. Zander
- Syntrichia bartramii (Steere) R.H. Zander
- Syntrichia berthoana (Thér.) M.T. Gallego & M.J. Cano
- Syntrichia bidentata (X.L. Bai) Ochyra
- Syntrichia bipedicellata (Besch. ex E. Britton) R.H. Zander
- Syntrichia bogotensis (Hampe) Mitt. ex R.H. Zander
- Syntrichia bolanderi (Lesq.) R.H. Zander
- Syntrichia boliviana M.T. Gallego & M.J. Cano
- Syntrichia brachyclada (Cardot) R.H. Zander
- Syntrichia brandisii (Müll. Hal.) R.H. Zander
- Syntrichia breviseta (Mont.) M.J. Cano & M.T. Gallego
- Syntrichia brevisetacea (Hampe ex F. Muell.) R.H. Zander
- Syntrichia buchtienii (Herzog) M.J. Cano & M.T. Gallego
- Syntrichia cainii (H.A. Crum & L.E. Anderson) R.H. Zander
- Syntrichia calcicola J.J. Amann
- Syntrichia campestris (Dusén) R.H. Zander
- Syntrichia canescens (Mont.) Delogne
- Syntrichia caninervis Mitt.
- Syntrichia cavallii (G. Negri) Ochyra
- Syntrichia chisosa (Magill, Delgad. & L.R. Stark) R.H. Zander
- Syntrichia christophei Ochyra & R.H. Zander
- Syntrichia ciliata (Broth.) R.H. Zander
- Syntrichia conferta (E.B. Bartram) R.H. Zander
- Syntrichia costesii (Thér.) R.H. Zander
- Syntrichia crenulata (Warnst.) J.J. Amann
- Syntrichia crispatula Müll. Hal.
- Syntrichia cuneifolia (Dicks.) Delogne
- Syntrichia densa (Velen.) J.-P. Frahm
- Syntrichia desertorum (Broth.) J.J. Amann
- Syntrichia didymodontoides (Broth.) R.H. Zander
- Syntrichia echinata (Schiffn.) Herrnst. & Ben-Sasson
- Syntrichia epilosa (Broth. ex Dusén) R.H. Zander
- Syntrichia ericetorum (Dicks.) Brid.
- Syntrichia ferganensis (Laz.) Laz.
- Syntrichia filaris (Müll. Hal.) R.H. Zander
- Syntrichia flagellaris (Schimp.) R.H. Zander
- Syntrichia fontana (Müll. Hal.) R.H. Zander
- Syntrichia fragilis (Taylor) Ochyra
- Syntrichia fuegiana Mitt.
- Syntrichia fuscoviridis (Cardot) R.H. Zander
- Syntrichia geheebiaeopsis (Müll. Hal.) R.H. Zander
- Syntrichia gelida J.J. Amann
- Syntrichia gemmascens (P.C. Chen) R.H. Zander
- Syntrichia glabra J.-P. Frahm & M.T. Gallego
- Syntrichia glacialis (Kunze ex Müll. Hal.) R.H. Zander
- Syntrichia graeffii (Warnst.) Warnst.
- Syntrichia gromschii (Thér.) R.H. Zander
- Syntrichia hadacii Vondr.
- Syntrichia handelii (Schiffn.) S. Agnew & Vondr.
- Syntrichia hyperborea Brid.
- Syntrichia inermis (Brid.) Bayrh.
- Syntrichia intermedia Brid.
- Syntrichia jaffuelii (Thér.) R.H. Zander
- Syntrichia kingii (H. Rob.) M.T. Gallego & M.J. Cano
- Syntrichia lacerifolia (R.S. Williams) R.H. Zander
- Syntrichia laevipila Brid.
- Syntrichia laevipiliformis (De Not.) J.J. Amann
- Syntrichia latifolia (Bruch ex Hartm.) Huebener
- Syntrichia leptopyxis (Müll. Hal.) Laz.
- Syntrichia leucostega (Müll. Hal.) R.H. Zander
- Syntrichia leucostoma (R. Br.) Spreng.
- Syntrichia limensis (R.S. Williams) R.H. Zander
- Syntrichia linguifolia (Herzog) R.H. Zander
- Syntrichia lithophila (Dusén) Ochyra & R.H. Zander
- Syntrichia longimucronata (X.J. Li) R.H. Zander
- Syntrichia magellanica (Mont.) R.H. Zander
- Syntrichia magilliana L.E. Anderson
- Syntrichia minor (Bizot) M.T. Gallego, J. Guerra, M.J. Cano, Ros & Sánchez-Moya
- Syntrichia mniadelphus (Müll. Hal.) Herzog
- Syntrichia mollis (Bruch & Schimp. ex Müll. Hal.) R.H. Zander
- Syntrichia mongolica Boros
- Syntrichia montana Nees
- Syntrichia mucronifolia (Schwägr.) Brid.
- Syntrichia muralis (Hedw.) Raab
- Syntrichia muricata M.T. Gallego & M.J. Cano
- Syntrichia mutica (Molendo) Giacom.
- Syntrichia napoana (De Not.) M.J. Cano & M.T. Gallego
- Syntrichia norvegica F. Weber
- Syntrichia obtusissima (Müll. Hal.) R.H. Zander
- Syntrichia pagorum (Milde) J.J. Amann
- Syntrichia papillosa (Wilson ex Spruce) Spruce
- Syntrichia papillosissima (Copp.) Loeske
- Syntrichia percarnosa (Müll. Hal.) R.H. Zander
- Syntrichia phaea (Hook. f. & Wilson) R.H. Zander
- Syntrichia pichinchensis (Taylor) Spruce
- Syntrichia polylepidis (Herzog) M.J. Cano & M.T. Gallego
- Syntrichia princeps (De Not.) Mitt.
- Syntrichia prostrata (Mont.) R.H. Zander
- Syntrichia pseudodesertorum (J. Froehl.) S. Agnew & Vondr.
- Syntrichia pseudohandelii (J. Froehl.) S. Agnew & Vondr.
- Syntrichia pseudolatifolia (Cardot) M.J. Cano & M.T. Gallego
- Syntrichia pseudorobusta (Dusén) R.H. Zander
- Syntrichia pulvinata (Jur.) Jur.
- Syntrichia pygmaea (Dusén) R.H. Zander
- Syntrichia ramosissima (Thér.) R.H. Zander
- Syntrichia reflexa R.H. Zander
- Syntrichia rhizogemmascens X.L. Bai, Ignatov & D.M. Ren
- Syntrichia rigescens (Broth. & Geh.) Ochyra
- Syntrichia robusta (Hook. & Grev.) R.H. Zander
- Syntrichia rubella (Hook. f. & Wilson) R.H. Zander
- Syntrichia rubra (Mitt.) R.H. Zander
- Syntrichia rufa (Schimp. ex Besch.) O'Shea
- Syntrichia runcinata (Müll. Hal.) Schiffn.
- Syntrichia rupicola B.H. Allen
- Syntrichia ruraliformis (Besch.) Mans.
- Syntrichia ruralis (Hedw.) F. Weber & D. Mohr
- Syntrichia sarconeurum Ochyra & R.H. Zander
- Syntrichia saxicola (Cardot) R.H. Zander
- Syntrichia scabrella (Dusén) R.H. Zander
- Syntrichia scabrinervis (Müll. Hal.) R.H. Zander
- Syntrichia schmidii (Müll. Hal.) Mitt.
- Syntrichia schnyderi (Müll. Hal.) R.H. Zander
- Syntrichia serrata (Dixon) R.H. Zander
- Syntrichia serripungens (Lorentz & Müll. Hal.) R.H. Zander
- Syntrichia serrulata (Hook. & Grev.) M.J. Cano
- Syntrichia sinensis (Müll. Hal.) Ochyra
- Syntrichia socialis (Dusén) R.H. Zander
- Syntrichia spuria (J.J. Amann) J.J. Amann
- Syntrichia subaristata (Bruch & Schimp. ex Müll. Hal.) R.H. Zander
- Syntrichia submontana (Broth.) Ochyra
- Syntrichia subpapillosa (Cardot & Broth.) Matteri
- Syntrichia subpapillosissima (Bizot & R.B. Pierrot ex W.A. Kramer) M.T. Gallego & J. Guerra
- Syntrichia subulata (Hedw.) F. Weber & D. Mohr
- Syntrichia sucrosa Kellman
- Syntrichia virescens (De Not.) Ochyra
- Syntrichia viridula (Müll. Hal.) R.H. Zander
- Syntrichia xerophila (Herzog) S.P. Churchill